# Victor Simon
Pour les articles homonymes, voir Simon.
 (avril 2011).
Si vous disposez d'ouvrages ou d'articles de référence ou si vous connaissez des sites web de qualité traitant du thème abordé ici, merci de compléter l'article en donnant les références utiles à sa vérifiabilité et en les liant à la section « Notes et références ».
Victor Simon est un inventeur belge né à Carnières le 22 mars 1888.
Son invention principale fut le passe-vite, un moulin à légumes, attribuée à tort au fondateur de Moulinex. La demande de brevet d'invention a été déposée à Morlanwelz le 4 février 1928 pour "une passoire d'action rapide pour légumes et autres comestibles". Une autre demande pour un brevet de perfectionnement suivra le 8 juin 1928.
Il est décédé en 1972 à l'âge de 85 ans, il repose au cimetière de Carnières à côté des héros de la grande guerre.

## L'invention dans le vif du sujet
Madame Simon a tout noté dans un journal intime, les péripéties marquant l'origine de l'invention et ses premiers développements. Cédons-lui la plume : 
« Il a vu le jour dans ma modeste cuisine de la maison d'école. Au cours de la soirée, je faisais la soupe pour le lendemain et j'écrasais les légumes avec un pilon de bois. Il m'arrivait de maugréer, car ce travail, effectué après une journée de classe et les heures de préparation et de correction, était assez pénible pour moi. La passoire en aluminium que j'employais pour cette opération avait les anses placées de telle manière qu'elle « jouait » dans le petit seau émaillé utilisé pour recevoir la soupe. Le soir mémorable de la découverte, je m'étais écriée : « Je ne comprends pas comment on n'ait pas encore inventé autre chose que ce maudit « pilon ». Mon mari me répondit « Je ne comprends pas comment on n'a pas encore trouvé autre chose ! ». Là-dessus, il fait un geste, esquisse un croquis dans son carnet de notes d'électricien, croquis que j'ai gardé précieusement et placé dans un cadre. Ce n'est pas sans un attendrissement mutuel que nous le regardons, quand il m'arrive de le sortir de sa cachette.
Un appareil fut fabriqué à la main, par un artisan tôlier, Monsieur Richard Denis, et je l'essayai. Il fonctionnait parfaitement ! Enthousiasme du mari... et de l'épouse... qui décident de participer à la Foire commerciale de Bruxelles. Cinq cents commandes sont enregistrées, Comment va-t-on fabriquer ces appareils, alors que la machinerie n'existe pas encore ? ».

### La foire de Bruxelles de 1928
À la foire de Bruxelles de 1928, le « Passe-Vite » est exposé et mis en vente pour la première fois. Le stand est bien modeste et bien simple, on avait eu bien du mal à rassembler une douzaine d'appareils plus ou moins bien finis. Et c'est un grand succès, une quantité impressionnante de « Passe-vite » furent vendus (c'est ainsi que la passoire fut baptisée par Madame Simon).

### L'atelier devient une entreprise
Toujours selon Madame Simon : « L'entreprise débuta dans le petit atelier de rebobinage, rue du Polychêne, 125, à Morlanwelz, qui s'avéra bien vite insuffisant, puis elle s'installa dans l'ancienne « Platinerie », sise chaussée Brunehault, à Carnières. La force motrice est fournie par une roue hydraulique actionnée par le courant de la rivière (Note : il s'agit de la Haine, une rivière de la province de Hainaut dont il fallait briser la glace en hiver chaque matin pour pouvoir mettre la machinerie en route). Très vite, il faut agrandir et l'on décide d'acheter un terrain et de bâtir une usine digne de l'appareil. Une usine est construite avenue du Centenaire à Carnières appelée alors encore rue Saint-Eloi. Des agrandissements successifs la compléteront. »
Après avoir transformé son petit atelier de bobinage électrique pour la réalisation des prototypes, Victor SIMON s'est associé à Richard DENIS pour créer les établissements "SIMON ET DENIS" le 31 mai 1929 à Carnières.

### Les ennuis à la suite des concurrents
Une fois vaincue et dépassée la phase de démarrage, l'entreprise va connaître un essor remarquable et atteindre rapidement un haut degré de prospérité. En effet, plus de cinq millions de « Passe-vite » ont été fabriqués et vendus et le rendement ne faiblit pas. De gros ennuis virent le jour pour assurer les droits afférents au brevet, car de nombreux procès ont dû être intentés à des contre-facteurs et concurrents déloyaux, tant belges qu'étrangers. L'un de ces procès a duré 10 ans, contre une firme étrangère qui, copiant sans vergogne le « Passe-vite » en a fabriqué plus de 15 millions.
Madame Simon relate les événements : « Très vite, les contrefacteurs ont surgi de toutes parts. Modeste inventeur, vous croyez vous protéger en prenant un brevet d'invention dans votre pays ! Bientôt vous apprendrez à vos dépens, que vous devez en prendre aussi dans tous les autres pays ! Tant pis pour vous si vous ne disposez pas des fonds nécessaires pour faire breveter votre invention en tous pays et commencer la fabrication dans les délais légaux. D'autres que vous, moins honnêtes et plus astucieux, s'approprieront les fruits de votre travail et vous copieront servilement. Le « Passe-vite » fut toujours une « bonne vache à lait » pour les tribunaux, en France surtout. Valenciennes, Douai, Amiens, Paris, Lyon, Dijon, furent les étapes d'un réel calvaire pour mon mari. Il assista à toutes les audiences qui s'êchelonnèrent sur une période de 20 années, période correspondant à la durée de validité des brevets d'invention. Dans ce labyrinthe compliqué de ce que l'on convient d'appeler la « Justice », mon mari s'est égaré bien souvent. Lui-même, qui avait minutieusement étudié les dossiers, avait fini par ne plus s'y retrouver ? Aussi, lorsqu'il passe devant un « Palais de Justice », il ne manque jamais de traduire sa pensée par ces mots : « Palais d'Injustice » devrait-on dire ! » 

### Un modèle, une grandeur
Pendant deux ou trois ans, l'usine ne sortait qu'un modèle, qu'une grandeur. Ce modèle répondait parfaitement aux besoins de la clientèle belge. Lorsqu'on aborda le marché français, il fallut diminuer la grandeur, puis, par voie de conséquence, le modèle ; on créa alors le modèle à manche. Ensuite, on fit des appareils plus petits et l'on fabriqua un « Passe-vite » jouet.
Mentionnons aussi le grand modèle pour restaurants et cantines qui se vend avec un trépied ; en ces dernières années, l'usine a fabriqué d'autres appareils dérivés du « Passe-vite » : une râpe à légume et une « persillette ».

### La faillite
Le 6 mars 1978, 50 ans après le premier brevet, la production du "Passe-vite" s'arrêtera avec la faillite de l'entreprise...